# Alice Săvulescu
Alice Săvulescu (n. 29 octombrie 1905, Oltenița, Ilfov, România – d. 1 februarie 1970, București, România), născută Alice Aronescu, a fost un botanist român de origine evreiască, membru titular (1963) al Academiei Române.

## Educație
Alice Săvulescu a absolvit Facultatea de Științe în cadrul Universității din București. Și-a continuat studiile la Universitatea Columbia din New York, în specializarea microbiologie și fitopatologie, în perioada 1931-1934. În 1934, a obținut titlul de doctor în biologie.

## Activitate
În 1934 Alice Săvulescu s-a întors în România și s-a angajat la Secția de Fitopatologie a Institutului de Cercetări Agronomice. A colaborat cu Traian Săvulescu, soțul ei. În 1949 a preluat conducerea Secției de Fitopatologie, iar mai târziu a Institutului de Biologie din București.
A fost numită vicepreședintă a Centrului de Cercetări Biologice al Academiei Române, în 1957, centru ce a devenit ulterior Institutul de Biologie „Traian Săvulescu”. A fost numită director științific al acestui institut, calitate în care a organizat secția de Microbiologie și Fitopatologie Generală.
A fost vicepreședintă a Societății de Științe Biologice, membru al Comisiei de Radiologie a Academiei Române și al Societății Internaționale de Științele Naturii. A devenit membru corespondent al Academiei Române pe 23 martie 1952 și membru titular pe 21 martie 1963.
Alice Săvulescu este aleasă membră în American Mycological Society, ca și în Torrey Botanical Club.
Printre preocupările sale s-au numărat perfecționarea tehnologiilor pentru fabricarea produselor fitofarmaceutice în România, controlul și omologarea acestor produse, precum și introducerea în producție a pesticidelor cu o eficiență ridicată. A contribuit la dezvoltarea cercetărilor în domeniul radiobiologiei. A studiat, pentru prima dată în România, speciile de ciuperci responsabile de deteriorarea maselor plastice, a documentelor de arhivă sau a diferitelor opere de artă. S-a ocupat de cercetarea virusurilor fitopatogene și poliedrice, a relațiilor dintre paraziți și gazdele lor. A publicat peste 150 de lucrări cu rezultatele cercetărilor sale, singură sau în colaborare cu alți autori în domeniu.
A fost membră a Societății internaționale științele naturii și a Academiei de Științe din New York.

## Distincții
- Ordinul Muncii clasa a III-a (8 martie 1951)[15]
- Ordinul „Meritul Științific” clasa a III-a (26 septembrie 1966) „pentru merite deosebite în activitatea științifică, cu prilejul Centenarului Academiei Republicii Socialiste România”[16]